# Elecciones al Congreso de los Diputados de abril de 2019 (Asturias)
Las elecciones al Congreso de los Diputados de 2019 se celebraron en la provincia de Asturias el domingo 28 de abril, como parte de las elecciones generales convocadas por Real Decreto dispuesto el 4 de marzo de 2019 y publicado en el Boletín Oficial del Estado el día siguiente. Se eligieron los 7 diputados del Congreso correspondientes a la circunscripción electoral de Asturias, mediante un sistema proporcional (método d'Hondt) con listas cerradas y un umbral electoral del 3%.

## Resultados
Los comicios depararon 3 escaños al Partido Socialista Obrero Español y 1 a Ciudadanos, Podemos-IU-Equo, al Partido Popular y a Vox.
| Candidatura                                            | Candidatura                                            | Votos   | %                                       | Escaños                                 |
| ------------------------------------------------------ | ------------------------------------------------------ | ------- | --------------------------------------- | --------------------------------------- |
|                                                        | Partido Socialista Obrero Español (PSOE)               | 205 916 | 33,13                                   | 3                                       |
|                                                        | Partido Popular (PP)                                   | 111 341 | 17,91                                   | 1                                       |
|                                                        | Unidas Podemos (Podemos-IU-Equo)                       | 106 630 | 17,15                                   | 1                                       |
|                                                        | Ciudadanos-Partido de la Ciudadanía (Cs)               | 103 864 | 16,71                                   | 1                                       |
|                                                        | Vox (Vox)                                              | 71 454  | 11,49                                   | 1                                       |
|                                                        |                                                        |         |                                         |                                         |
| Partido Animalista Contra el Maltrato Animal (PACMA)   | Partido Animalista Contra el Maltrato Animal (PACMA)   | 6554    | 1,05                                    | 0                                       |
| Actúa (Actúa)                                          | Actúa (Actúa)                                          | 4527    | 0,73                                    | 0                                       |
| Partido Comunista de los Trabajadores de España (PCTE) | Partido Comunista de los Trabajadores de España (PCTE) | 1333    | 0,21                                    | 0                                       |
| Recortes Cero-Grupo Verde (R0-GV)                      | Recortes Cero-Grupo Verde (R0-GV)                      | 1097    | 0,18                                    | 0                                       |
| Andecha Astur (Andecha)                                | Andecha Astur (Andecha)                                | 909     | 0,15                                    | 0                                       |
| Por un Mundo más Justo (PUM+J)                         | Por un Mundo más Justo (PUM+J)                         | 755     | 0,12                                    | 0                                       |
| Partido Humanista (PH)                                 | Partido Humanista (PH)                                 | 465     | 0,07                                    | 0                                       |
| Votos válidos                                          | Votos válidos                                          | 614 853 | 100,00                                  | 7                                       |
| Votos nulos                                            | Votos nulos                                            | 6830    | Participación: · \| \| 73,35 % \| 5,16% | Participación: · \| \| 73,35 % \| 5,16% |
| Votantes                                               | Votantes                                               | 628 452 | Participación: · \| \| 73,35 % \| 5,16% | Participación: · \| \| 73,35 % \| 5,16% |
| Electores                                              | Electores                                              | 856 807 | Participación: · \| \| 73,35 % \| 5,16% | Participación: · \| \| 73,35 % \| 5,16% |
|                                                        | 73,35 %                                                |         |                                         |                                         |

## Diputados electos
Relación de diputados electos:
| N.º | Nombre                           | Lista | Lista          |
| --- | -------------------------------- | ----- | -------------- |
| 1   | Adriana Lastra Fernández         |       | PSOE           |
| 2   | Paloma Gázquez Collado           |       | PP             |
| 3   | Sofía Fernández Castañón         |       | Unidas Podemos |
| 4   | José Ignacio Prendes Prendes     |       | Ciudadanos     |
| 5   | María Luisa Carcedo Roces        |       | PSOE           |
| 6   | José María Figaredo Álvarez-Sala |       | Vox            |
| 7   | Roberto García Morís             |       | PSOE           |